# Дом-музей Вагифа Мустафазаде
Дом-музей Вагифа Мустафазаде (азерб. Vaqif Mustafazadənin ev-muzeyi) — музей в Баку, в историческом районе Ичери-шехер (Старый город), расположен на улице Вагифа Мустафазаде, д. 4

## Экспозиция
Музей посвящён жизни и творчеству выдающегося азербайджанского советского джазового композитора и исполнителя Вагифа Мустафазаде (1940—1979).
В трёх комнатах музея находятся 1214 предметов — фотографии, плакаты, пластинки и личные вещи музыканта. Портрет известного джазового композитора и пианиста написан известным российским художником Никасом Сафроновым

## История
Основан 28 июля 1989 года. В 1984 году по инициативе Полада Бюль-Бюль оглы бывшая коммунальная квартира, в которой проживал Вагиф Мустафазаде вместе с матерью и ещё 3 семьи, была расселена. Половину освободившейся квартиры отдали под музей, а в другой половине до конца жизни жила мать музыканта.
В 1994 году музей получил статус филиала Азербайджанского государственного музея музыкальной культуры.
С 1989 по 1997 годы заведующим музея была мать музыканта — Зивяр Агасаф кызы Алиева. С 1997 года руководить музеем стала двоюродная сестра музыканта Афаг Алиева.
В 2004 году был проведён ремонт музея на личные средства Афаг Алиевой.
В 2005 году в церемонии открытия музея после ремонта принял участие президент Азербайджана Ильхам Алиев